# Červený potok (Černý potok)
Der Červený potok (deutsch Luckwasser, am Oberlauf Holunderbach) ist ein rechter Nebenfluss des Černý potok in Tschechien und zugleich dessen größter Zufluss.

## Verlauf
Der Červený potok entspringt nordöstlich des Sokolí vrch (Falkenberg, 967 m) am Nesselkoppenkamm (Sokolský hřbet) im Reichensteiner Gebirge. Seine Quelle befindet sich im Grund zwischen dem Bezový vrch (Wurzelberg, 685 m) und dem Klen (Holunderkuppe, 777 m). Sein Lauf führt nach Norden; zwischen dem Bukový vrch (Buchberg, 426 m) und U Krmelce (Abbichberg, 446 m) erreicht der Bach das Friedeberger Bergland (Žulovská pahorkatina). Dort erstrecken sich entlang des Červený potok die Ortschaften Nová Červená Voda und Stará Červená Voda. Vor Dolní Červená Voda wendet sich der Bach zwischen dem Ovčí vrch (300 m) und der Stromovka (318 m) scharf nach Westen und folgt dem Lauf eines kleinen Zuflusses. Wenig später mündet der Bach nach 11,3 Kilometern im Fasaneriewald in den Černý potok. Sein Einzugsgebiet umfasst 29,69 km². Die durchschnittliche Durchflussmenge an der Mündung des Červený potok beträgt 0,332 m³/s.

## Zuflüsse
- Kopřivový potok (r), oberhalb Nová Červená Voda
- Uhlířský potok (r), Nová Červená Voda
- Křemenáč (r), am Kostelní vrch (Kirchberg, 364 m) in Stará Červená Voda